# Badminton S/J League
Die Badminton S/J League (jap. バドミントンS/Jリーグ) wurde im Jahr 2016 als Mannschaftsmeisterschaft und Nachfolger der Japanischen Badmintonliga etabliert, wobei getrennte Wettbewerbe für Herren- und Damenteams ausgetragen werden.

## Die Sieger
| Saison    | Herrenteams | Herrenteams | Damenteams     | Damenteams     |
| Saison    | Meister     | Vizemeister | Meister        | Vizemeister    |
| --------- | ----------- | ----------- | -------------- | -------------- |
| 2016–2017 | Tonami      | Unisys      | Saishunkan Co. | Unisys         |
| 2017–2018 | Tonami      | Unisys      | Unisys         | Hokuto Bank    |
| 2018–2019 | Tonami      | NTT         | Saishunkan Co. | Unisys         |
| 2019–2020 | Tonami      | NTT         | Unisys         | Saishunkan Co. |
| 2022–2023 | Tonami      | JTEKT       | Saishunkan Co. | Yonex          |
| 2023–2024 | JTEKT       | Tonami      | Biprogy        | Saishunkan Co. |
| 2024–2025 |             |             |                |                |